# Saint-Laurent-du-Mont
Saint-Laurent-du-Mont is een plaats en voormalige gemeente in het Franse departement Calvados in de regio Normandië en telt 177 inwoners (2004). De plaats maakt deel uit van het arrondissement Lisieux.
De gemeente werd op 1 januari 2019 opgeheven en opgenomen in de gemeente Cambremer.

## Geografie
De oppervlakte van Saint-Laurent-du-Mont bedraagt 3,5 km², de bevolkingsdichtheid is 50,6 inwoners per km².
De onderstaande kaart toont de ligging van Saint-Laurent-du-Mont met de belangrijkste infrastructuur en aangrenzende gemeenten.

## Demografie
Onderstaande figuur toont het verloop van het inwonertal (bron: INSEE-tellingen).
Vanwege een beveiligingsprobleem met de MediaWiki Graph-software is het momenteel niet mogelijk deze grafiek weer te geven. Zodra de software is bijgewerkt zal de grafiek vanzelf weer zichtbaar worden.